# Louise Lefrançois-Pillion
Louise Lefrançois-Pillion, née le 8 août 1871 aux Andelys, dans l’Eure, et décédée le 14 août 1959 à Amiens dans la Somme, est une historienne de l’art française spécialiste de la sculpture médiévale, professeure d’histoire de l’art et membre honoraire de l’Académie des sciences, arts et lettres d’Amiens.
Son domaine de recherche s’étend à l’ensemble de l’art médiéval et chrétien français, même si ses multiples publications portent principalement sur l’art de la sculpture sur les édifices religieux et leurs portails sculptés, comme ceux des cathédrales de Rouen, Reims ou Amiens.
Diplômée de l’École du Louvre en 1904, elle cumule plusieurs activités tout au long de sa vie : historienne de l'art, professeure d’histoire de l’art, responsable du Répertoire d’Iconographie Chrétienne de l’Occident à la Bibliothèque d’Art et d’Archéologie de Paris, inspectrice de la Somme à Amiens et enfin traductrice.

## Biographie
Louise Françoise Paule Pillion naît dans le village des Andelys, où elle réside sur la place Notre-Dame avec sa famille jusqu'en 1904. Son père Barthélémy Jean Baptiste Félix Paul Pillion est vérificateur de l’enregistrement des domaines aux Andelys, et sa mère Louise-Anne Rouhette de Monforand est sans profession. Elle a également un frère jumeau nommé Louis François Paul Pillion.
Louise déménage seule au 21 rue Faraday dans le 17e arrondissement de Paris en novembre 1904, au moment où elle soutient sa thèse. Elle y réside jusqu’en 1906. Elle change encore deux fois de logement entre 1906 et 1913, et s’installe successivement au 5 puis au 29 de la rue Fresnel dans le 16e arrondissement.
Elle se marie dans le 16e arrondissement le 27 février 1913 avec Alfred Fernand Lefrançois, né à Dieppe le 17 octobre 1868 et avocat à la cour d'appel d'Amiens. À partir de son mariage en 1913, elle emménage à Amiens avec son mari, au 46 rue Le Mattre, où elle reste vivre jusqu’à sa mort en 1959.
Louise Lefrançois-Pillion meurt le 14 août 1959 au 6 rue Flamant à Amiens, à l'âge de 88 ans. La cérémonie religieuse se déroule le lundi 17 août à l'église Saint-Honoré, et l'inhumation est effectuée dans la commune de Crèvecoeur-le-Grand, dans l'Oise.

## Activité d'historienne de l'art
Dans un premier temps, autour de 1900, Louise Pillion publie sous le pseudonyme "F. Du Beigle". L’initiale correspond à son deuxième prénom Françoise, et se décline parfois sous sa forme masculine, François.
Elle fait des études d'histoire de l'art à l'Ecole du Louvre. Le 4 novembre 1904, elle soutient sa thèse intitulée Les portails de la Calende et des Libraires à la cathédrale de Rouen à l’École du Louvre. Sa thèse est dirigée par le professeur André Michel, et le président du jury de soutenance est l’historien et archéologue Théophile Homolle.
Au mois de décembre, peu près sa soutenance, elle ouvre un cours d’histoire de l’art français destiné aux jeunes filles à l’École du Louvre. Son cours se déroule directement face aux œuvres étudiées, dans les musées du Trocadéro, de Cluny et du Louvre.
Peu avant 1910 et jusqu’en 1914, elle est employée à la Bibliothèque d’Art et d’archéologie par Jacques Doucet. Elle y réalise le Répertoire d’Iconographie Chrétienne de l’Occident, un outil de recherche pour les historiens et historiennes de l’art médiéval occidental.
Tout au long de sa carrière, de 1900 à 1959, Louise Lefrançois-Pillion a rassemblé des documents qui constituent aujourd'hui un fonds à son nom à la Bibliothèque d'art et d'archéologie, devenue la Bibliothèque de l’Institut national d’histoire de l’art. Le fonds est composé de différents documents : des carnets de notes pour la constitution de son Répertoire d’iconographie chrétienne de l’Occident ; des notes de lecture manuscrites à propos d’ouvrages traitant de l’art médiéval ; des revues annotées ; les carnets de son voyage en Italie en 1906; des carnets de croquis.
En fin de carrière, elle entreprend de nouvelles activités externes à son métier d'historienne de l'art. En juin 1941, alors qu’elle est installée à Amiens avec son mari, elle est nommée inspectrice de la Somme. En 1949, elle débute également une activité de traduction de l’anglais vers le français et traduit l’ouvrage Le Roman de la conversion du cardinal catholique John Henry Newman.
Louise Lefrançois-Pillion continue de publier des ouvrages d’histoire de l’art médiéval jusqu’à la fin de sa vie. Son dernier ouvrage intitulé Abbayes et cathédrales paraît en 1956, soit trois ans avant son décès.

## Distinctions
```
Le travail d'historienne de l'art de Louise Lefrançois-Pillion est à de nombreuses reprises récompensé. Elle reçoit plusieurs prix pour ses publications :
```

- La quatrième médaille au concours des antiquités de l’Institut de France pour son ouvrage Portraits latéraux de la cathédrale de Rouen en 1908[23].

- Le prix Charles-Blanc pour Les Sculpteurs français du XIIIe siècle en 1913[24].

- Le prix Charles-Blanc pour Les sculpteurs de Reims en 1929[25].

- Le prix Montyon pour Les Sculptures du XIIe siècle en 1932[25].

- Le prix Bordin pour Les Sculpteurs français du XXe siècle en 1933[26].

- Le prix Alice-Louis-Barthou en 1944[25].

- Le prix Amic pour Abbayes et Cathédrales en 1957[25].

Pour finir, l'Académie Française lui remet la croix de chevalier de la Légion d’honneur en 1958, à l'âge de 87 ans.

## Publications
Avant son mariage en 1913, elle publie sous son nom de jeune fille Louise Pillion :
- Les soubassements du portail des libraires à la cathédrale de Rouen, Paris, Ernest Leroux, 1905.
- Les portails latéraux de la cathédrale de Rouen, étude historique et iconographique sur un ensemble de bas-reliefs de la fin du XIIIe siècle, Paris, A. Picard et fils, 1907.
- Les sculpteurs français du XIIIe siècle, Paris, Plon-Nourrit, 1912.

Après son mariage, elle ajoute le nom de son mari à son nom de jeune fille, et publie sous le nom de Louise Lefrançois-Pillion :
- Les sculpteurs de Reims, Paris, Rieder, 1928.
- Les sculpteurs français du XIIe siècle, Paris, Plon-Nourrit, 1931.
- La cathédrale d'Amiens, Paris, Plon, 1937.
- Notre-Dame de Paris, Paris, Éditions d'art et d'histoire, Plon 1942.
- L'art roman en France : architecture, sculpture, peinture, arts mineurs, Paris, G. Le Prat, 1945.
- L'esprit de la cathédrale, Paris, Plon, 1946.
- Maitres d'oeuvre et tailleurs de pierre des cathédrales, Paris, R. Laffont, 1949.
- Les cathédrales de France présentées à la jeunesse française, Paris, Amiot-Dumont, 1950.
- L'art du XIVe siècle en France. Suivi d'un chapitre sur le vitrail par Jean Lafond, Paris, A. Michel, 1954.
- Abbayes et cathédrales, Paris, A. Fayard, 1956.

## Documentation
Une partie de ses archives, produite pour le compte de la Bibliothèque d'Art et d'Archéologie, est conservée à l'Institut national d'histoire de l'art.